# Пятково (Челябинская область)
Пятково — деревня в Красноармейском районе Челябинской области. Входит в состав  Шумовского сельского поселения.

## География
Расположена в восточной части района, в нескольких километрах от границы с Курганской области, на берегу реки Миасс. Расстояние до районного центра села Миасского 18 км.

## История
Деревня основано на месте выселка, возникшего в 1747 году при мельнице казака Миасской крепости С. С. Пяткова, отсюда название, отец которого записался в крепость под управлением полковника А. И. Тевкелева в 1736 году.
В 1930 году организован колхоз «Пятково».

## Население
| 2002 | 2010 |
| ---- | ---- |
| 228  | ↘187 |

(в 1841 — 36, в 1873 — 138, в 1889 — 202, в 1900 — 249, в 1916 — 447, в 1926 — 380, в 1970 — 345, в 1983 — 267, в 1995 — 273)

## Улицы
- Октябрьский переулок,
- Лесная,
- Набережная,
- Первомайская,
- Речная,
- Юбилейная.

## Инфраструктура
- Фельдшерско-акушерский пункт.